# Mapania macrocephala
Mapania macrocephala är en halvgräsart som först beskrevs av Charles Gaudichaud-Beaupré, och fick sitt nu gällande namn av Karl Moritz Schumann. Mapania macrocephala ingår i släktet Mapania och familjen halvgräs.

## Underarter
Arten delas in i följande underarter:
- M. m. longifolia
- M. m. macrocephala